# مارغو ريد
مارغو ريد (بالإنجليزية: Margo Reed)‏ هي مغنية أمريكية، ولدت في 1942، وتوفيت في 15 أبريل 2015.

## وصلات خارجية
- مارغو ريد على موقع ميوزك برينز (الإنجليزية)
- مارغو ريد على موقع ديسكوغز (الإنجليزية)